# Chloropsina punctifacialis
Chloropsina punctifacialis är en tvåvingeart som beskrevs av Deeming 1981. Chloropsina punctifacialis ingår i släktet Chloropsina och familjen fritflugor.
Artens utbredningsområde är Nigeria. Inga underarter finns listade i Catalogue of Life.